# Mouloudia Mouassasat de Batna
Actualités
Le Mouloudia Mouassasat de Batna est un club de handball basé à Batna en Algérie et créé au début des années 1970 (vers 1973).
Lorsque le club réalise l'exploit de remporter la Coupe d'Afrique des clubs champions en décembre 1995 à Cotonou, il n'a pourtant encore jamais été champion d'Algérie ni atteint de finale de la Coupe d'Algérie. L'effectif du club, entraîné par Noureddine Djebaili, était alors composé de : Mohamed Hachemi, Mohamed Lamine Dilekh, Redouane Saïdi, Amar Bedboudi, Lamri Kourichi, Fethnour Lacheheb, Mohamed Bouziane, Lahouari Mellouk, Ali El Hassi, Khaled Mehira, Riad Toubi, Abdelmalek Sama.
Dans sa lancée, le club sera Champion d'Algérie en 1996 après une saison quasi parfaite mais sera battu en finale de la Supercoupe d'Afrique 1996 en juin par son rival, le MC Alger.
Toutefois, en dehors de cette saison faste, le club n'obtient pas d'autres résultats sportifs.
Le Mouloudia Mouassasat de Batna retrouve l'élite du handball algérien en 2019.

## Palmarès
Compétitions internationales
- Coupe d'Afrique des clubs champions
  - Vainqueur (1) : 1995
- Supercoupe d'Afrique
  - Finaliste (1) : 1996

Compétitions nationales
- Championnat d'Algérie
  - Vainqueur (1) : 1996
  - Vice-champion (3) : 1994 , 1995 et 1996-1997 .